# Ludzie (Śródziemie)
Atani (qya. drudzy, l.poj. Atan) – określenie wszystkich ludzi ze stworzonej przez J.R.R. Tolkiena mitologii Śródziemia, nadane im w Valinorze. W Śródziemiu nazywano tak Edainów.

## Charakterystyka
Ludzie stanowili młodsze pokolenie Dzieci Ilúvatara (Młodsze Dzieci Ilúvatara) i drugą rozumną rasę Śródziemia. Dzieje świata są związane z ich nieskrępowanym rozwojem, bowiem Muzyka dająca Ainurom pogląd na przyszłość trwała do tego momentu, kiedy śpiewano o przebudzeniu Atanich.
Ludzie przebudzili się na wschodzie kontynentu, w Hildórien (leżącym nieopodal Cuiviénen), wraz z pierwszym wschodem Anara, w Pierwszej Erze. Szybko znaleźli się w zasięgu zainteresowania Morgotha, któremu łatwiej było ich nagiąć swojej woli, gdyż byli słabsi od Quendich. Stąd większość ludzi nie miała wiadomości na temat Ilúvatara czy Valarów. Ci, którzy wyruszyli w zachodnim kierunku w poszukiwaniu spokojniejszego życia, poznali elfów, sprzymierzyli się z nimi i zostali przez nich nazwani Edainami.
W Drugiej Erze ze wschodu napłynęła do Rhovanionu nowa fala plemion. Byli między nimi Nortowie. Ci, którzy pozostali, zwani byli w Trzeciej Erze Easterlingami.
W Czwartej Erze, gdy Quendi w większości odeszli do Amanu, a populacje krasnoludów i entów coraz szybciej się kurczyły, ludzie stali się w Śródziemiu dominującą rasą.
Do rasy ludzi pierwotnie należeli także hobbici.
Główną cechą ludzi odróżniającą ich od Quendich jest śmiertelność, prawo do odejścia od spraw świata, nazywana Darem Ilúvatara. Poza tym Atani byli od Pierworodnych słabsi fizycznie (m.in. podatni na choroby) oraz – z wyjątkami – nie mieli zdolności nadprzyrodzonych.

## Inne nazwy
Ludzie byli różnie określani przez Eldarów. Poza pierwszym Atani, byli też znani jako: Hildorowie (qya. Następcy), Apanónarowie (qya. Później Urodzeni), Engwarowie (qya. Chorowici), Fírimarowie (qya. Śmiertelni).

## Plemiona ludzi

### Beorningowie
Zamieszkiwali tereny pomiędzy Górami Mglistymi a Mroczną Puszczą. Wywodzili się od Beorna, człowieka mającego zdolność zamieniania się w czarnego niedźwiedzia. Podobno jego potomkowie również zachowali tę cechę.
Byli waleczni i odważni. Panowali nad głównym szlakiem do krajów południowych. Za panowania tego rodu resztki goblinów przepędzono z Gór Mglistych i nowy pokój nastał na kresach Dzikiego Kraju. Hodowali m.in. kozy, konie, kuce, owce, psy.
Znani byli z wyrobu miodowych ciasteczek.

### Easterlingowie

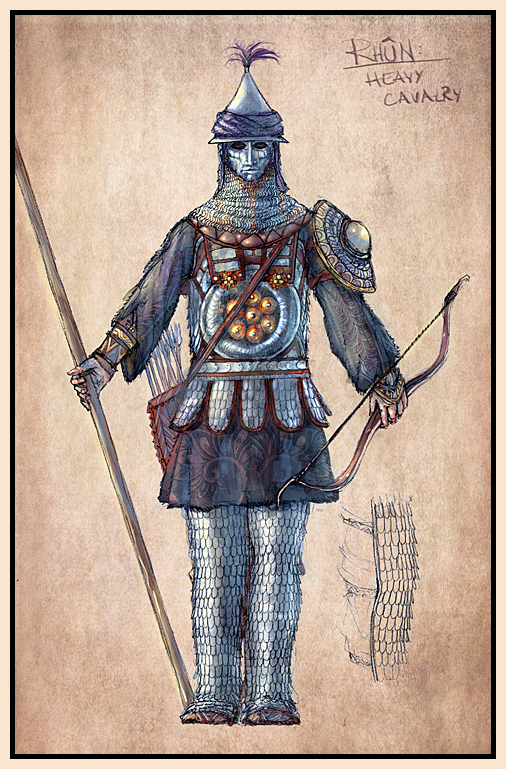
Wyobrażenie Easterlinga z Rhûnu

Grupa plemion, które przybyły ze wschodu do Beleriandu po Dagor Bragollach i zdobyciu Minas Tirith przez Saurona, w okresie, w którym Morgoth wysyłał szpiegów pośród elfów, Edainów i dalej na wschód. Robert Foster szacuje, że było to ok. 457 roku Pierwszej Ery. Easterlingowie zostali opisani w Silmarillionie jako smagli ludzie, niscy i krępi, o długich, silnych rękach, cerze śniadej albo bladej, ciemnych oczach i włosach. Zdrada części Easterlingów zadecydowała o porażce elfów i ludzi w Nirnaeth Arnoediad.
W Trzeciej Erze Easterlingami nazywano mieszkańców Rhûnu, którzy wielokrotnie sprzymierzali się z siłami Saurona przeciwko ludziom z Gondoru i Rhovanionu oraz elfom z Mrocznej Puszczy i Lothlórien. Należeli do nich m.in. Woźnicy i Balkowie.

#### Woźnicy
Woźnicy (oryg. Wainriders) byli konfederacją plemion ludzi ze wschodu. Cechą charakterystyczną Woźników było wędrowanie w wozach i walka w rydwanach. Po Wielkim Morze, który znacznie osłabił Gondor, w 1856 roku Trzeciej Ery najechali go znienacka i pokonali armię króla Narmacila II w Bitwie na Równinach. Po bitwie ograbili Rhovanion. Skutkiem bitwy była utrata przez Gondor wszystkich ziem na wschód od Anduiny, z wyjątkiem Ithilien.
Zostali pokonani przez syna Narmacila II, Calimehtara w Bitwie na Dagorlad. Ponownie zaatakowali Gondor w 1944 roku Trzeciej Ery, sprzymierzając się z Haradrimami. Udało im się w Bitwie na Dagorlad zabić króla Ondohera i jego synów, lecz nie osiągnęli innych sukcesów. W trakcie marszu przez Ithilien, wpadli w zasadzkę przygotowaną przez Eärnila i zostali pokonani w Bitwie o Obóz. Po tej porażce nigdy więcej nie zagrozili Gondorowi.

### Edainowie
Miano to zostało nadane przez elfów trzem rodom ludzi, którzy pierwsi przybyli na ziemie na zachód od Ered Luin i walczyli w Wojnach o Beleriand przeciwko Morgothowi. W nagrodę Valarowie stworzyli im wyspę, którą nazwali Andorem – „Krainą Daru”. Na tej wyspie Edainowie założyli Królestwo Númenoru.
Edainowie mieli własne języki; używali także sindarinu.
Poniżej wymieniono Trzy Rody Edainów w kolejności, w jakiej przybyły do Beleriandu.

#### Ród Bëora
Członkowie Rodu Bëora przebywając w Ossiriandzie napotkali Finroda, króla Nargothrondu. On też zaprzyjaźnił się z całym rodem, a w szczególności z Bëorem, który został wasalem Finroda.
Początkowo zamieszkali w Estoladzie, lecz potem ród ten otrzymał w lenno Ladros na pograniczu Dorthonionu. Tam też żyli w spokoju aż do czasu Dagor Bragollach. W czasie tej bitwy potomek Bëora, Barahir, wraz ze swymi przybocznymi osłaniali odwrót króla Finroda. Barahir otrzymał od niego Pierścień i obietnice pomocy w razie potrzeby. Po tej bitwie niedobitki ludu Bëora pozostały w Kraju Sosen i broniły go.
Synem Barahira był Beren, on też jako jedyny ocalał z tych ludzi z rodu Bëora, którzy pozostali w Ladrosie. Beren związał się z Lúthien, córką króla Doriathu Thingola i Meliany. Ich synem był półelf Dior, spadkobierca Thingola, który z kolei miał córkę Elwingę, żonę Eärendila. Ich synami byli Elrond i Elros, od którego pochodzili królowie Númenoru.

#### Lud Halethy
Lud Halethy przybył do Beleriandu rok po spotkaniu Finroda z Rodem Bëora, dlatego zwany był Drugim Rodem Edainów. Po przebyciu Ered Luin osiedlili się w Thargelionie. Po pewnym czasie zostali zaatakowani przez orków i uratowani przez Caranthira.
Pod przywództwem wojowniczki Halethy rozpoczęli migrację na zachód, najpierw osiadając w Estoladzie, a potem w Brethilu, który otrzymali od Thingola w zamian a strzeżenie Przeprawy na Teiglinie. Przez wiele lat żyli w swym lesie, rzadko kontaktując się z Eldarami i pozostałymi Edainami. Po Dagor Bragollach napłynęło do nich wielu członków Pierwszego Rodu.
Haladinowie wzięli udział w Nirnaeth Arnoediad jako część zachodniej armii; zostali zdziesiątkowani osłaniając odwrót Fingona. W roku 496 Pierwszej Ery ulegli orkom maszerującym na Nargothrond. W tym roku dołączył do nich Túrin (pod imieniem Turambara), szybko zdobywając ich zaufanie. Aż do końca Pierwszej Ery żyli w ukryciu w swym lesie napastowani przez orków. Niewielka ich liczba przeżyła i udała się do Númenoru.
Haladinowie nie byli spokrewnieni z resztą Edainów, ich język za to przypominał mowę Easterlingów. Byli także od nich mniej szlachetni i uczeni, woląc walkę i polowanie. Od czasów Halethy wśród Haladinów żyły kobiety-wojowniczki.
Wraz z Haladinami żyli Wosowie.

#### Ród Hadora
Ród Hadora przebył Ered Luin do Beleriandu pod wodzą Maracha jako trzeci spośród szczepów Edainów, stąd nazywany jest Trzecim Rodem Edainów. Na początku osiadł w Estoladzie zachowując przyjazne stosunki z mieszkającym tam rodem Bëora, potem jednak Malach, syn Maracha, wyprowadził znaczną część ludu dalej na zachód (Marach pozostał w Estoladzie aż do śmierci). Kiedy władze nad rodem sprawował Hador Lorindol, syn Hathola, większość tego plemienia osiadła w Dor-lomine.
Po Bitwie Nieprzeliczonych Łez, po której Hurin Thalion został zawleczony do Angbandu i popadł w niewolę, i w której zginął Huor, młodszy brat Hurina, Easterlingowie weszli do Hithlumu i gnębili resztkę rodu Hadora, bowiem nikt, kto wyruszył z Dor-lominu na tę bitwę, nie wrócił.
Gdy Turin wrócił do swego dawnego domu, by odnaleźć Morwenę i Nienor, okazało się, że ich tam nie ma. Dowiedział się od swej krewniaczki Aeriny, córki Indora, że pojechała do Ukrytego królestwa, do Doriathu, gdzie panował Elu Thingol. Później Turin zabił Broddę, który sprawował w Dor-lominie władzę, i pozostałych Easterlingów znajdujących się w domu Broddy. Następnie wraz z garstką rodu Hadora, która się jeszcze ostała, uciekł z Dor-lominu. Sam poszedł drogą prowadzącą do Nargothrondu, a ród Hadora (pod wodzą Asgona) ukrył się w górskich jaskiniach.

### Haradrimowie

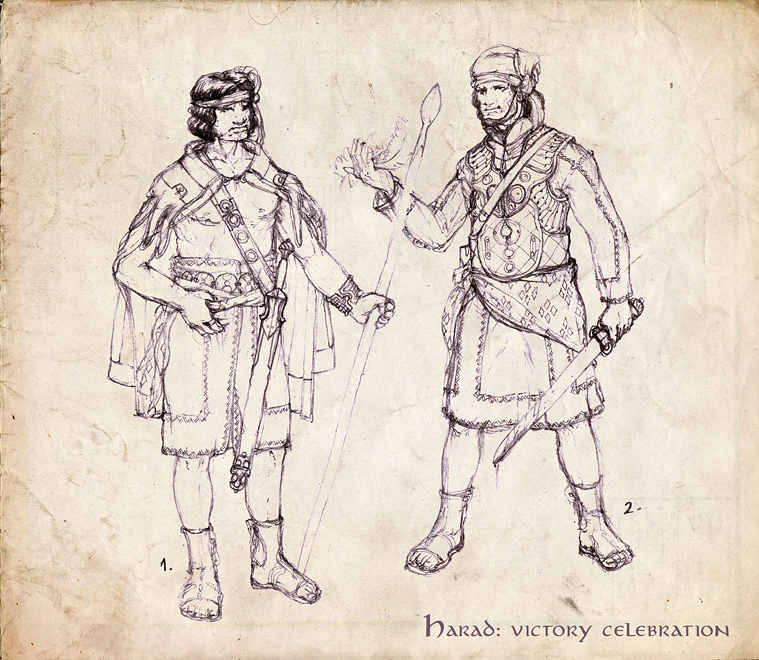
Wyobrażenie Haradrimów

Żyli w południowym Śródziemiu, w Haradwaith. Przez długie wieki aż do czasów króla Elessara walczyli z Gondorem o jego południowe prowincje. W czasie Wojny o Pierścień przybyli na wojnę z mûmakilami. Po upadku Saurona poddali się Gondorowi.
Wraz z orkami, trollami, Easterlingami i Variagami brali udział w bitwie na polach Pelennoru, w której wraz z Easterlingami walczyli do końca.

### Nortowie
Zwani także „Ludźmi Północy”, Przodkowie Rohirrimów i przynajmniej części mieszkańców Dali i Esgaroth. Gondorczycy klasyfikowali ich do kategorii Ludzi Półmroku, nie dzikich, ale nie wywodzących się od mieszkańców Númenoru. W mitologii Tolkiena Nortowie pełnią funkcję ludu posługującego się najstarszym znanym językiem germańskim – gockim – i z tego powodu są obiektem zainteresowania tolkienistyki.
Nortowie opisywani są najbliżej spokrewnieni z rodem Hadora, acz w późniejszych tekstach Tolkien sugerował pokrewieństwo przede wszystkim z ludem Beora. We Władcy Pierścieni opisywani są jako potomkowie tych ludzi, którzy w Pierwszej Erze przeszli na zachód Śródziemia i walczyli przeciwko Morgothowi. Również to Tolkien zakwestionował w eseju Of Dwarves and Men, przypisując ten pogląd dążeniu Gondorczyków do ukojenia dumy zranionej oddaniem znacznych części kraju pod władzę wywodzącego się od Nortów Eorla.
W II Erze część ludzi zamieszkujący okolice pomiędzy Górami Mglistymi a Żelaznymi Wzgórzami, wywodzących się głównie z plemion spokrewnionych z Rodem Hadora, nawiązała ścisłą współpracę militarną i gospodarczą z krasnoludami z Rodu Durina. Ludzie zapewniali krasnoludom żywność, w zamian za broń, wyroby metalurgiczne i obróbkę kamienia. Militarnie sojusz ten, nawiązany dla obrony przed orkami atakującymi tereny wschodnie po upadku Angbandu, posługiwał się taktyką przypominającą tę później przyjętą przez Dale i Erebor: konnicę i główne siły ataku stanowili ludzie, krasnoludy zaś piechotę i główne siły obronne. Konsekwencją tych przyjacielskich stosunków części Nortów z krasnoludami było przyjęcie przez tych ostatnich zwyczaju przybierania ‘zewnętrznych’ imion wywodzących się z języków Nortów, który to zwyczaj przetrwał długo po upadku Sojuszu Krasnoludów i Ludzi. (W ten sposób Tolkien uzasadnił staroislandzkie imiona krasnoludów, które nadał bohaterom Hobbita posługując się listą imion karłów Dvergatal w Edzie Starszej. Sojusz ten upadł w wyniku inwazji Saurona na Eriador w 1695 roku II Ery. Krasnoludowie schronili się wówczas w Morii, lecz sprzymierzone z nimi plemiona ludzkie uległy rozproszeniu.
Na początku III Ery Nortowie zamieszkiwali równiny północno-wschodniego Rhovanionu. Przez wzgląd na swoją wrogość w stosunku do Easterlingów około 1000 roku Trzeciej Ery otrzymali od królów Gondoru ziemie w południowo-wschodnim Rhovanionie – między Wielkim Zielonym Lasem a Celduiną. Przy wschodnim skraju Wielkiego Zielonego Lasu, gdzie najgęściej się osiedlili, utworzyli przez wyrąb drzew tzw. Wschodnie Zakole. Od tej pory stanowili przedmurze Gondoru, zabezpieczając północne i wschodnie jego granice. Zdarzało się jednak, że przyłączali się do napastników. W 1248 roku najpotężniejszy z wodzów Nortów, Vidugavia, wsparł regenta Gondoru, Rómendacila, w jego wyprawie przeciw Easterlingom. Wielu pobratymców Vidugavii zostało wtedy zaciągniętych do wojska gondorskiego, by ostatecznie zasymilować się z Gondorczykami. Sojusz z Dúnedainami został wzmocniony, kiedy królewicz Valacar jako ambasador został wysłany do Ludzi Północy, by poznać ich język, obyczaje i politykę. Ożenił się tam z córką Vidugavii, Vidumavi, i miał syna Eldacara, którego Nortowie wsparli podczas Waśni Rodzinnej.
Zimą 1635 roku, kiedy Nortowie skupiali się w zatłoczonych domach, a swoje konie spędzili do stajni, Wielka Zaraza nawiedziła Rhovanion. Ludzie Północy nie byli biegli w sztukach leczniczych, toteż na skutek epidemii zmarła ponad połowa ludzi i ich koni. Przez dwieście lat nie byli atakowani, aż do 1856 roku, kiedy to król Narmacil II i wódz Marhari wzięli udział w obronie przed Woźnikami i polegli w bitwie na Równinach. Większość z Nortów popadła wtedy w niewolę. Część ocalałych uciekła do Gondoru i z czasem zmieszali się z miejscową ludnością (ich potomkiem był Borondir, jeździec wysłany do Eorla). Niewielkiej liczbie Ludzi Północy udało się dotrzeć do północnego Rhovanionu. Wymieszali się tam z ludnością Dale i Esgaroth. Pozostali zebrali się wokół Marhwiniego i w 1899 roku, pod rozkazami jego i króla Calimehtara, uczestniczyli w bitwie na Dagorlad. Równocześnie zniewoleni Ludzie Północy wznieśli bunt przeciw Woźnikom i wielu z nich dotarło do pobratymców z otoczenia Marhwiniego. Osiedlili się oni w dolinie Anduiny i zostali nazwani Éothéodami. Ci, którzy zostali we wschodnim Rhovanionie, kontynuowali w późniejszych wiekach walki z Easterlingami i ich sprzymierzeńcami, m.in. część z nich uczestniczyła w bitwie pod Fornostem w 1975 roku.
Pod koniec trzeciego tysiąclecia Trzeciej Ery potomkowie Nortów z Dale sprzymierzyli się z krasnoludami z Ereboru i odepchnęli Easterlingów w głąb Rhûn. W Czwartej Erze mogli być sojusznikami Odnowionego Królestwa (Arnoru i Gondoru połączonych w ręku króla Aragorna i jego potomków).

#### Vidugavia
Urodził się w 1210 roku Trzeciej Ery. Był jednym z licznych książąt Rhovanionu. Władał obszarem między Mroczną Puszczą a rzeką Celduiną. W 1248 roku wsparł Rómendacila w jego wyprawie przeciw Easterlingom. Odtąd cieszył się szczególnymi łaskami regenta (a potem króla) Gondoru, dzięki czemu stał się najpotężniejszym spośród książąt Nortów. Przybrał nawet tytuł Króla Rhovanionu. W 1250 roku przybył do niego (jako ambasador) Valacar, syn Rómendacila, który jakiś czas później zaślubił jego córkę, Vidumavi.
Imię Vidugavia znaczy Mieszkaniec lasu.

#### Marhari

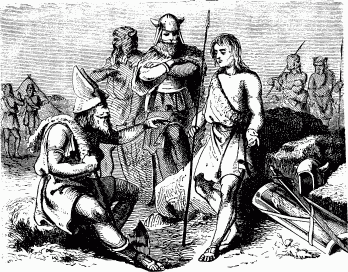
Wyobrażenie Gotów, rycina z XIX wieku

Informacje na jego temat znajdują się w Niedokończonych opowieściach.
Był potomkiem Vidugavii. W czasie najazdu Woźników w 1856 roku przyłączył się do armii króla Gondoru Narmacila II i poległ w bitwie na Równinach, walcząc w straży tylnej. Jego synem był Marhwini.

### Variagowie

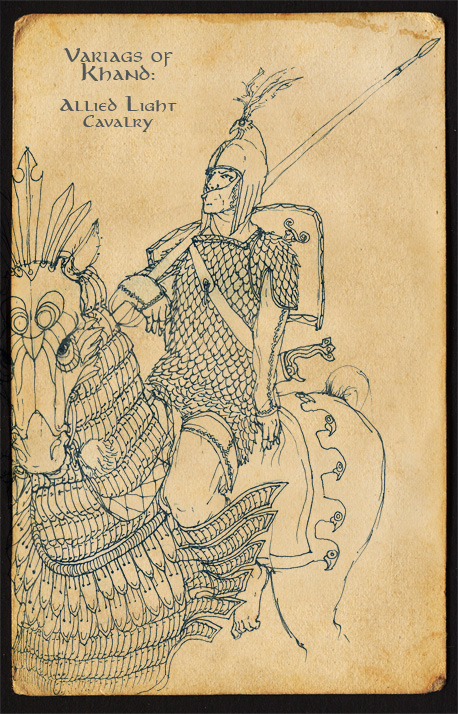
Wyobrażenie Wariaga

Pochodzili z Khandu, krainy leżącej na południowy wschód od Mordoru. W czasie Wojny o Pierścień byli jednym z trzech ludzkich plemion (obok Easterlingów z Rhûnu i Haradrimów), które walczyły po stronie Saurona.

### Wosowie
Zwani byli także Drúedainami.
Mieli krótkie nogi, mocne ramiona, krępe tułowie i ogorzałą skórę. Prowadzili dziki tryb życia mieszkając w lesie Drúadan w Anórien u stóp Ered Nimrais, istniały jednak też plemiona mieszkające między Iseną a Górami Białymi, w Druwaith Iaur (według Niedokończonych opowieści tamtejsi Wosowie zniszczyli niedobitki armii Sarumana, które pierzchły na zachód po pierwszej bitwie u brodów na Isenie).
Mieli szeroką wiedzę o roślinach, używali zatrutych strzał, a także dmuchawek.
Według Niedokończonych opowieści Wosowie z Pierwszej Ery (mieszkający w Ossiriandzie) tworzyli posągi strażnicze (przedstawiające Wosa siedzącego na zabitym orku), które były związane z ich właścicielem i w razie niebezpieczeństwa ożywały. Twórca posągu był jednak związany z nimi cieleśnie na tyle, że pojawiały się na jego ciele wszelkie rany i obrażenia, jakich doznała jego figura.
Między innymi przez Rohirrimów uważani byli za obcych i nieprzyjaznych. Gondorczycy zwali ich Dzikimi Ludźmi z lasu Drúadan i mawiano, że są potomkami Pukelów.
W czasie Wojny o Pierścień Wosowie (na czele z Ghân-buri-Ghânem) pomogli ruszającym na odsiecz Gondorowi Rohirrimom. Po ostatecznym zwyciężeniu Saurona król Gondoru wręczył Wosom we wieczyste władanie Las Drúadan.